# Hubert Pierlot

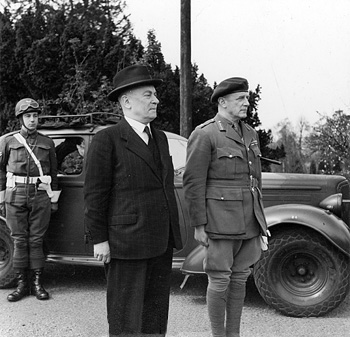
Hubert Pierlot with R. G. Sturges vezérőrnaggyal 1944-ben.

Hubert Marie Eugène, Pierlot grófja (Cugnon, 1883. december 23. – Uccle, 1963. december 13.) belga politikus és államférfi volt, Belgium miniszterelnöke 1939 és 1945 között (Pierlot miniszterelnöksége egybeesett a második világháborúval és Belgium német megszállásával).

## Élete
1883-ban Luxembourg tartományban található Cugnon településen született. A Leuveni Katolikus Egyetemen jogot tanul, majd 1919 – 1920 között az akkori miniszterelnök, Leon Delacroix személyi titkára volt. Az első világháborúban a belga hadsereg katonája volt és több kitüntetésben is részesült.
1925-ben a Katolikus Párt (Parti Social Chrétien) képviselőjeként megválasztották a belga képviselőház tagjának, majd 1926-ban a belga szenátus képviselője lett Luxembourg tartomány képviseletében, és egészen 1946-ig tartotta meg ezt a pozíciót. Politikai pályafutása során több alkalommal volt belügyi és mezőgazdasági miniszter:
- 1934 – 1935: belügyminiszter Georges Theunis második kormányában.
- 1935: mezőgazdasági miniszter ugyanebben a kormányban
- 1936 – 1938: mezőgazdasági miniszter
- 1937: igazságügyminiszter
- 1939 – 1940: külügyminiszter
- 1940 – 1944: honvédelmi miniszter
- 1940 – 1942: közoktatási miniszter

1939 februárjában Paul-Henri Spaak szocialista miniszterelnök lemondása után kérték fel kormányalakításra, de az első, katolikus politikusokból álló kormány még februárban lemondott. Csak az április választások után lépett hivatalba a katolikus-liberális koalíciós kormány. A háború kitörése után a kormánykoalícióba bevonták a szocialista pártot is, ennek eredményeként két szocialista politikus is miniszteri pozíciót kapott: Hendrik de Man (miniszterelnök-helyettes) és Paul-Henri Spaak (külügyminiszter).
1940 májusában, miután Németország lerohanta Belgiumot, Pierlot komoly összeütközésbe került III. Lipót belga királlyal, aki megtagadta, hogy kövesse a kormányt a száműzetésbe. Május 27-én, miután III. Lipót a kormány nevében bejelentette Belgium megadását, ő és Paul-Henri Spaak találkozott a francia kormány képviselőivel (Paul Reynaud, Maxime Weygand, és Philippe Pétain marsall), akik a szövetségesek elárulásával vádolták Belgiumot. Pierlot nem vállalt felelősséget a király tetteiért a szövetségesek felé és Limoges-ben az oda menekült belga parlamenti képviselők előtt nyilvánosan megfosztotta a királyt minden alkotmányos hatalmától.
1944-ig a Londonba menekült emigráns kormányt vezette, ahol megszervezte a Szabad Belga Haderőt, illetve támogatta Charles de Gaulle-t a szabad francia erők szervezésében és elismerte a francia kormány fejének. 1944 szeptembere és 1945 februárja között az első háború utáni össznemzeti kormány feje lett, amelyben a katolikus és liberális politikusok mellett szocialisták és kommunisták is részt vettek.
Lemondása után 1945-ben államminiszterré nevezték ki és ismét ügyvédi hivatásának szentelte magát. III. Lipót távollétében Károly belga herceg-régens grófi címet adományozott neki.

## Az első Pierlot-kormány tagjai (1939. február 21–27.)
1939. elején Spaak miniszterelnök átalakította kormányát és a parlament 123 – 20 arányban bizalmat szavazott neki. Azonban Spaak-ot folyamatosan támadták a háborús veteránok, mivel Dr. Adrian Maertens professzort nevezte ki az újonnan léltrehozott Királyi Flamand Akadémia élére. Dr. Maertens flamand nacionalista politikus volt és az első világháború alatt tagja volt a németekkel kollaboráló Flamand Tanácsnak. Ezért a háború után halálra ítélték, de 1937-ben kegyelmet kapott. Spaak-nak azonban a kinevezés bizalmi kérdés volt és a parlament 88 – 82 arányban jóváhagyta a kinevezést, ennek ellenére a kormányból kiléptek a liberális miniszterek és Spaak február 9-én lemondott.
A király, III. Lipót Pierlot kérte fel kormányalakításra, aki február 21-én feleskette az új, katolikus-szocialista összetételű kormányt. A flamand nacionalistáknak tett engedmények jelenként az oktatási miniszteri posztot Edgard Blanquaert professzor kapta, aki szintén a genti Flamand Egyetem tanára és a flamand mozgalom támogatója volt. Pierlot a parlament előtt kijelentette, hogy a flamand mozgalmat nem lehet a korábbi keretek között tartani és fontos reformokra lesz szükség.
Hamarosan Pierlot bejelentette a kormányzati kiadások 5%-os csökkenését, hogy a költségvetési hiányt csökkentsék, de a szocialisták azzal vádolták a pénzügyminisztert, hogy a deflációs politika árt a gazdaságnak. A szocialista párt nyomására végül február 27-én lemondott a kormány.
| Miniszteri tiszt                      | Név                        | Párt         |
| ------------------------------------- | -------------------------- | ------------ |
| Miniszterelnök és külügyminiszter     | Hubert Pierlot             | Katolikus    |
| Külügyminiszter                       | Eugène Soudan              | Szocialista  |
| Belügyminiszter                       | Willem Eekelers            | Szocialista  |
| Közoktatási miniszter                 | Edgard Blanquaert          | pártonkívüli |
| Igazságügyminiszter                   | August De Schryver         | Katolikus    |
| Pénzügyminiszter                      | Camille Gutt               | Katolikus    |
| Közmunkaügyi és közlekedési miniszter | Hendrik Marck              | Katolikus    |
| Munkaügyi és szociális miniszter      | Arthur Wauters             | Szocialista  |
| Gazdasági és vállalkozási miniszter   | Raoul Richard              | pártonkívüli |
| Honvédelmi miniszter                  | Henri J. Denis altábornagy | pártonkívüli |
| Gyarmatügyi miniszter                 | Gaston Heenen              | Pártonkívüli |

## A második Pierlot-kormány tagjai
Az első Pierlot-kormány lemondása után III. Lipót Eugène Soudan szocialista szenátort kérte fel kormányalakításra. Elsősorban a liberális párt ellenállása miatt Soudan-nak nem sikerült kormányt alakítani: a liberálisok addig nem voltak hajlandók részt venni a kormány munkájában, amíg Dr. Maertens a helyén marad. A király ekkor ismét Pierlot kérte fel, aki ezt visszautasította, mivel nem volt biztos a katolikus párt támogatásában. III. Lipót ekkor rendelettel feloszlatta a belga parlamentet és április 2-ára kiírták a választásokat.
Időközben a német katonák bevonultak Prágába és ez némileg a belga politikai feszültség csökkenéséhez vezetett. A flamand lapokban is olyan cikkek jelentek meg, amelyek a flamand és vallon függetlenségi törekvések veszélyeire hívták fel a figyelmet. A szocialista, liberális és katolikus napilapok is hasonló hangnemet ütöttek meg.
Az április 2-i választások során a katolikus párt jelentős számú szavazatot nyert, a liberálisok némileg előretörtek a városokban, a szocialisták szinte mindenhol szavazatokat vesztettek, Antwerpen kivételével, míg az 1936-os választáson meglehetősen jól szereplő fasiszta párt, a REX súlyos vereséget szenvedett, korábbi szavazatainak alig harmadát kapta. Dr. Maertens még a szavazatok összeszámlálása előtt bejelentette lemondását.
A király ekkor ismét felkérte Pierlot-t, hogy alakítson nemzeti egységkormányt, de a szocialisták megtagadták a részvételt, mivel a párt kongresszusán született határozat értelmében az ellenzék soraihoz kívántak tartozni. Pierlot április 18-án eskette fel az új, katolikus-liberális kormány tagjait. A kormányprogramban hármas célkitűzést fogalmazott meg: az ország egységének megteremtését a flamandok és vallonok összebékítésével, az alkotmány reformja az alkotmányos garanciák figyelembevételével és az ország pénzügyi-gazdasági helyzetének javítása. A kormány által júniusban előterjesztett költségvetést a parlament leszavazta, de ennek ellenére Pierlot nem mondott le, hanem a rendkívüli helyzetre való tekintettel kis változtatásokkal ismét beterjesztette a költségvetést.
| Miniszteri tiszt                                             | Név                        | Párt                |
| ------------------------------------------------------------ | -------------------------- | ------------------- |
| Miniszterelnök és külügyminiszter                            | Hubert Pierlot             | Katolikus           |
| Belügyminiszter                                              | Albert Devèze              | Liberális           |
| Közoktatási miniszter                                        | Jules Duesberg             | Pártonkívüli        |
| Igazságügyminiszter                                          | Paul-Émile Janson          | Liberális           |
| Pénzügyminiszter                                             | Camile Gutt                | Pártonkívüli        |
| Mezőgazdasági miniszter                                      | Charles d'Aspremont Lynden | Katolikus           |
| Közmunkaügyi és munkanélküliek ellátásáért felelős miniszter | Arthur Vanderpoorten       | Liberális           |
| Munkaügyi és szociális miniszter                             | Antoine Delfosse           | Kereszténydemokrata |
| Gazdasági miniszter                                          | Gustave Sap                | Kereszténydemokrata |
| Közlekedési, vasút, posta és távközlési miniszter            | Hendrik Marck              | Kereszténydemokrata |
| Honvédelmi miniszter                                         | Henri J. Denis altábornagy | pártonkívüli        |
| Gyarmatügyi miniszter                                        | Albert de Vleeschauwer     | Katolikus           |
| Közegészségügyi miniszter                                    | Marcel Henri Jaspar        | Liberális           |

## A harmadik Pierlot-kormány tagjai
Miután 1939 szeptemberében Németország megtámadta Lengyelországot, a szocialisták is beléptek a kormánykoalícióba. Ekkor a kormány tagja lett Paul-Henri Spaak és még négy másik szocialista miniszter.
| Miniszteri tiszt                                             | Név                        | Párt                |
| ------------------------------------------------------------ | -------------------------- | ------------------- |
| Miniszterelnök és tárca nélküli miniszter                    | Hubert Pierlot             | Katolikus           |
| Miniszterelnök-helyettes és tárca nélküli miniszter          | Hendrik de Man             | Szocialista         |
| Külügyminiszter                                              | Paul-Henri Spaak           | Szocialista         |
| Belügyminiszter                                              | Albert Devèze              | Liberális           |
| Közoktatási miniszter                                        | Jules Duesberg             | Pártonkívüli        |
| Igazságügyminiszter                                          | Paul-Émile Janson          | Liberális           |
| Pénzügyminiszter                                             | Camile Gutt                | Pártonkívüli        |
| Mezőgazdasági miniszter                                      | Charles d'Aspremont Lynden | Katolikus           |
| Közmunkaügyi és munkanélküliek ellátásáért felelős miniszter | Arthur Vanderpoorten       | Liberális           |
| Munkaügyi és szociális miniszter                             | Antoine Delfosse           | Kereszténydemokrata |
| Gazdasági miniszter                                          | Gustave Sap                | Kereszténydemokrata |
| Közlekedési, vasút, posta és távközlési miniszter            | Hendrik Marck              | Kereszténydemokrata |
| Honvédelmi miniszter                                         | Henri J. Denis altábornagy | pártonkívüli        |
| Gyarmatügyi miniszter                                        | Albert de Vleeschauwer     | Katolikus           |
| Közegészségügyi miniszter                                    | Marcel Henri Jaspar        | Liberális           |

## A londoni emigráns kormány tagjai
- A. de Vleeschauwer
- F. Van Cauwelaert
- E. de Cartier de Marchienne
- C. Gutt
- P. H. Spaak
- H. Pierlot
- J. Bondas
- R. Gillon
- A. Delfosse
- A. Balthazar
- R. Richard

## Pierlot-ról mondták
- "Szinte a ridegségig komoly, kínosan becsületes, sosem lankad munkabírása, odaadó katolikus, hazafi, a polgári, politikusi és családi erények megtestesítője, különleges ember volt." (Spaak jellemzése; P.-H. Spaak, Combats inachevés, Fayard 1969, I. kötet, 59. o.)[4]

## Fordítás
- Ez a szócikk részben vagy egészben  a   Hubert Pierlot című angol Wikipédia-szócikk fordításán alapul.  Az eredeti cikk szerkesztőit annak laptörténete sorolja fel. Ez a jelzés csupán a megfogalmazás eredetét és a szerzői jogokat jelzi, nem szolgál a cikkben szereplő információk forrásmegjelöléseként.